# Борис Лимонов
 Борис Петров Лимонов  е български офицер, подполковник.

## Биография
Борис Лимонов е роден на 20 януари 1893 година в Дойран, тогава в Османската империя, днес в Северна Македония. Завършва с последния двадесет и седми випуск Солунската българска мъжка гимназия през 1913 година..
Завършва Военното училище в София през 1915 година и участва в Първата световна война като поручик, командир на батарея в Четвърти артилерийски полк и Трети артилерийски полк. За отличия и заслуги през втория и третия период на войната е награден с ордени „За храброст“, IV степен и „За военна заслуга“, V степен.
През 1938 година е командир на Четвърто армейско товарно артилерийско отделение. Излиза в запас през 1940 година..

## Военни звания
- Подпоручик (1915)
- Поручик (1917)
- Капитан (1920)
- Майор (1930)
- Подполковник (1934)